# 片山安孝
片山 安孝（かたやま やすたか、1960年〈昭和35年〉6月2日 - ）は、日本の地方公務員。兵庫県公営企業管理者、同県信用保証協会理事長、同県副知事を歴任。

## 来歴
兵庫県高砂市出身。白陵高校卒業。1983年中央大学法学部を卒業し、兵庫県庁に入庁。総務省自治行政局給与能率推進室に出向経験がある。その後は人事畑を歩み、人事課長、2012年 企画県民部管理局長、西播磨県民局長、2016年 産業労働部長、公営企業管理者。県庁退職後の2021年4月 兵庫県信用保証協会理事長。同年9月 兵庫県副知事に就任。「守るべきものを守り、変えるべきものは果敢に改める。職員の力を引き出し、斎藤元彦知事を職員全体で支える。38年勤務した県庁に恩返しをしたい」との抱負を語った。

### 県幹部の告発文書問題
2024年3月、西播磨県民局長 (当時) が斎藤知事のパワハラなどの疑惑7項目を内部告発した。なお、告発文には片山に関する項目も含まれていた。同月25日、片山は人事課長とともに同局を訪れ、局長のパソコンを押収した。同月27日、県は局長職を解任し直後に予定されていた定年退職も停止。5月に停職3か月の懲戒処分とした。6月、県議会が本件における百条委員会設置に向けて議案提出を検討した際には、同議会最大会派である自由民主党県議団に対し、片山は自身の辞職と引き換えに議案を提出しないよう依頼したが拒絶された。この時点で片山は一旦辞職を翻意した。7月7日、元局長が自殺と見られる状況で死亡した。これを受けて同月10日、兵庫県職員労働組合は斎藤の辞職を片山に申し入れた。翌11日、片山は斎藤に「一緒に辞職しませんか」と促したが斎藤は拒否。翌12日、片山は兵庫県庁で記者会見を開き、県政の混乱を招いた責任をとって同月末で辞任する意向を表明。「悔しゅうてしゃあない。一生懸命やってる知事を支えられなかった」と涙ながらに語った。告発文書内にあるパーティー券の販売で商工会議所などに圧力をかけたなどと指摘されていることについて、いずれも「事実ではない」と述べるなど、自身に関して指摘された内容を否定した。
2025年5月27日、県の第三者委員会は元西播磨県民局長の私的情報が漏洩した問題について、元総務部長が県議3人に元局長の私的情報を漏洩したと認定する調査報告書を公表。「斎藤知事と片山副知事の指示で行われた可能性が高い」と判断したけ。県は認定を受け元総務部長を停職3カ月の懲戒処分とした。6月3日、片山が代理人弁護士を通じ第三者委員会の報告書に反論するコメントを出した。元総務部長の行為は「必要かつ相当な範囲の議会根回しであり、適正な業務」とし、「秘密の漏洩に当たらない」と主張した。

## 百条委員会
- 10月25日の証人尋問において、告発者の私的情報とされるものについて発言し、奥谷委員長が制止。これにより一時中断。百条委員会では調査内容と関係ない内容は扱わないと決めており、尋問再開後奥谷委員長は「片山氏から不規則発言があり、尋問を行うことが不可能と判断した」と発言。また、当日の証人尋問については2024年兵庫県知事選挙終了まで公開しないことが決まっていたが、この部分の音声が流出した[14]。

## 著作
- 「地方公共団体の定員管理の取組--集中改革プランにおける定員管理の数値目標の状況について」『地方公務員月報』総務省自治行政局公務員課編 (520) 26-48, 2006-11
- 「雇用確保推進プラン～ひょうごキャリアアップ・プログラム～について」『地方公務員月報』総務省自治行政局公務員課 編 (469) 20-32, 2002-08

## 人物
- 産業労働部長時代、議会での地場産業振興の質問を受け、「地場産業の振興に一番効果がございますのは、地場産品を購入すること。私自身も播州織のシャツを着て、スーツの襟に真珠を付けて、たつののレザーの財布と豊岡鞄を持って、長田のビジネスシューズを履いて出勤しているところでございます」と答え、喝采をあびたこともある[2]。